# La Sarraz
La Sarraz är en ort och kommun i distriktet Morges i kantonen Vaud, Schweiz. Kommunen har 2 598 invånare (2023).
I juni 1928 bildades Congrès Internationaux d'Architecture Moderne (internationella kongressen för modern arkitektur) på slottet La Sarraz (se bild), av en grupp med 28 europeiska arkitekter, organiserad av Le Corbusier, Hélène de Mandrot (slottets ägare), och Sigfried Giedion (förste generalsekreterare).